# Oretta
Oretta ist eine Siedlung auf gemeindefreiem Gebiet im Beauregard Parish im US-amerikanischen Bundesstaat Louisiana. Zu statistischen Zwecken ist der Ort zu einem Census-designated place (CDP) zusammengefasst worden. Das U.S. Census Bureau hat bei der Volkszählung 2020 eine Einwohnerzahl von 371 ermittelt.

## Geografie
Oretta liegt im Westen Louisianas, etwa 30 km östlich des die Grenze zu Texas bildenden Sabine River. Die geografischen Koordinaten von Oretta sind 30°31′34″ nördlicher Breite und 93°26′15″ westlicher Länge.
Benachbarte Orte von Oretta sind Singer (17 km nördlich), Ragley (31 km östlich) und DeQuincy (11 km südlich).
Die nächstgelegenen größeren Städte sind Shreveport (268 km nördlich), Louisianas Hauptstadt Baton Rouge (244 km östlich), Louisianas größte Stadt New Orleans (366 km in der gleichen Richtung), Lafayette (170 km ostsüdöstlich), Beaumont in Texas (94,5 km südwestlich) und Texas’ größte Stadt Houston (228 km in der gleichen Richtung).

## Verkehr
Der Louisiana Highway 27 verläuft in Nord-Süd-Richtung als Hauptstraße durch Oretta. Alle weiteren Straßen sind untergeordnete Landstraßen, teils unbefestigte Fahrwege sowie innerörtliche Verbindungsstraßen.
Parallel zum LA 27 verläuft eine Eisenbahnstrecke der zu den Watco Companies gehörenden Timber Rock Railroad, einer Class III-Eisenbahngesellschaft.
Mit dem DeQuincy Industrial Airpark befindet sich 12,2 km südlich ein kleiner Flugplatz. Die nächsten Großflughäfen sind der Louis Armstrong New Orleans International Airport (351 km östlich) und der George Bush Intercontinental Airport in Houston (216 km westsüdwestlich).

## Bevölkerung
Nach der Volkszählung im Jahr 2010 lebten in Oretta 418 Menschen in 146 Haushalten, in denen statistisch je 2,86 Personen lebten.
Ethnisch betrachtet setzte sich die Bevölkerung zusammen aus 93,8 Prozent Weißen, 1,2 Prozent Afroamerikanern, 1,7 Prozent amerikanischen Ureinwohnern sowie 1,0 Prozent aus anderen ethnischen Gruppen; 2,4 Prozent stammten von zwei oder mehr Ethnien ab. Unabhängig von der ethnischen Zugehörigkeit waren 2,4 Prozent der Bevölkerung spanischer oder lateinamerikanischer Abstammung.
28,5 Prozent der Bevölkerung waren unter 18 Jahre alt, 59,1 Prozent waren zwischen 18 und 64 und 12,4 Prozent waren 65 Jahre oder älter. 51,4 Prozent der Bevölkerung war weiblich.
Das mittlere jährliche Einkommen eines Haushalts lag bei 35.833 USD. Das Pro-Kopf-Einkommen betrug 9.373 USD. 24,4 Prozent der Einwohner lebten unterhalb der Armutsgrenze.